# Daniel Gazda
Daniel Gazda (* 13. srpna 1997, Zlín) je český hokejový obránce hrající za tým HC Dynamo Pardubice v české Tipsport Extralize.

## Ocenění a úspěchy
- 2018 ČHL-20 – Nejlepší střelec mezi obránci
- 2018 ČHL-20 – Nejproduktivnější obránce
- 2022 ČHL – Nejlepší střelec mezi obránci
- 2023 1. ČHL – All-Star Tým
- 2023 1. ČHL – Cena Ondřeje Buchtely
- 2024 ČHL – Nejlepší střelec mezi obránci

## Prvenství
- Debut v ČHL – 6. ledna 2017 (Piráti Chomutov proti PSG Zlín)
- První asistence v ČHL – 8. prosince 2017 (Aukro Berani Zlín proti Bílí Tygři Liberec)
- První gól v ČHL – 2. prosince 2018 (BK Mladá Boleslav proti PSG Berani Zlín, slovinskému brankáři Gašperu Krošelovij)

## Klubové statistiky
| Sezóna      | Klub                      | Soutěž      |     | Základní část | Základní část | Základní část | Základní část | Základní část |   | Play off | Play off | Play off | Play off | Play off |
| Sezóna      | Klub                      | Soutěž      | Z   | G             | A             | B             | TM            | Z             | G | A        | B        | TM       |          |          |
| 2016/17     | PSG Zlín                  | ČHL-20      | 39  | 10            | 12            | 22            | 63            | 6             | 2 | 3        | 5        | 12       |          |          |
| 2016/17     | PSG Zlín                  | ČHL         | 7   | 0             | 0             | 0             | 2             | —             | — | —        | —        | —        |          |          |
| 2016/17     | SHK Hodonín               | 2. ČHL      | 8   | 0             | 2             | 2             | 0             | —             | — | —        | —        | —        |          |          |
| 2017/18     | Aukro Berani Zlín         | ČHL-20      | 31  | 13            | 18            | 31            | 42            | —             | — | —        | —        | —        |          |          |
| 2017/18     | Aukro Berani Zlín         | ČHL         | 14  | 0             | 1             | 1             | 6             | —             | — | —        | —        | —        |          |          |
| 2017/18     | HC ZUBR Přerov            | 1. ČHL      | 9   | 0             | 1             | 1             | 4             | —             | — | —        | —        | —        |          |          |
| 2018/19     | PSG Berani Zlín           | ČHL         | 41  | 4             | 6             | 10            | 16            | 2             | 0 | 0        | 0        | 0        |          |          |
| 2018/19     | HC RT TORAX Poruba 2011   | 1. ČHL      | 4   | 0             | 1             | 1             | 0             | —             | — | —        | —        | —        |          |          |
| 2019/20     | PSG Berani Zlín           | ČHL         | 35  | 4             | 2             | 6             | 4             | 2             | 0 | 0        | 0        | 2        |          |          |
| 2019/20     | HC ZUBR Přerov            | 1. ČHL      | 2   | 0             | 0             | 0             | 0             | —             | — | —        | —        | —        |          |          |
| 2020/21     | PSG Berani Zlín           | ČHL         | 47  | 5             | 12            | 17            | 28            | —             | — | —        | —        | —        |          |          |
| 2021/22     | PSG Berani Zlín           | ČHL         | 47  | 11            | 10            | 21            | 16            | —             | — | —        | —        | —        |          |          |
| 2021/22     | Tampereen Ilves           | Liiga       | 10  | 1             | 0             | 1             | 4             | 6             | 0 | 1        | 1        | 0        |          |          |
| 2022/23     | PSG Berani Zlín           | 1. ČHL      | 41  | 9             | 18            | 27            | 14            | 15            | 1 | 6        | 7        | 12       |          |          |
| 2022/23     | HC Motor České Budějovice | ČHL         | 9   | 3             | 2             | 5             | 2             | —             | — | —        | —        | —        |          |          |
| 2023/24     | HC Kometa Brno            | ČHL         | 52  | 17            | 13            | 30            | 14            | 6             | 1 | 0        | 1        | 0        |          |          |
| 2024/25     | Tampereen Ilves           | Liiga       | 52  | 12            | 23            | 35            | 14            | 10            | 0 | 3        | 3        | 2        |          |          |
| 2025/26     | HC Dynamo Pardubice       | ČHL         |     |               |               |               |               |               |   |          |          |          |          |          |
| ČHL celkově | ČHL celkově               | ČHL celkově | 252 | 44            | 46            | 90            | 88            | 12            | 1 | 0        | 1        | 2        |          |          |

## Reprezentace
| Rok                       | Tým                       | Soutěž                    | Z | G | A | B | TM |
| ------------------------- | ------------------------- | ------------------------- | - | - | - | - | -- |
| 2025                      | Česko                     | MS                        | 3 | 1 | 3 | 4 | 0  |
| Seniorská kariéra celkově | Seniorská kariéra celkově | Seniorská kariéra celkově | 3 | 1 | 3 | 4 | 0  |